# Grove Mountains
Die Grove Mountains (manchmal auch als Grove-Nunatakker bezeichnet) sind eine große und verstreute Gruppe von Bergen und Nunatakkern im ostantarktischen Prinzessin-Elisabeth-Land. Sie verteilen sich 160 km östlich des Mawson Escarpment in nordnordost-südsüdwestlicher Ausrichtung über eine Fläche von 85 km Länge und 57 km Breite. Am nördlichen Ende der Grove Mountains ragen die Vukovich Peaks aus einem Felsvorsprung auf.
Erste Luftaufnahmen des Gebirges entstanden bei der US-amerikanischen Operation Highjump (1946–1947). Das Antarctic Names Committee of Australia (ANCA) benannte sie am 22. Juli 1959 nach Ivan Laurance Grove (* 1930), Staffelführer bei der Royal Australian Air Force, dem im November 1958 eine erfolgreiche Landung in diesem Gebirge gelang.